# Jean-Marc Desiest
Jean-Marc Ignace de Siest, dit Desiest, né le 31 juillet 1752 à Peyrehorade et mort le 24 septembre 1808 à Port-Louis (Maurice), est un corsaire français du XVIIIe siècle.

## Biographie et carrière
Jean-Marc Ignace de Siest est le fils de Gratian de Siest (1700-1786), avocat au parlement et d'Anne de Marmajour (1726-1830), fille de Jean-Baptiste de Marmajour, Receveur des domaines du roi et de  Mgr le duc de Penthièvre et de Jeanne Cassoulet .
Jean-Marc Desiest est le troisième d'une fratrie de douze enfants. Il est membre de la famille de Siest de Peyrehorade, qui est une famille de la noblesse gasconne du Pays d'Orthe.
Par sa mère, il est cousin du comte Gabriel d'Arjuzon (1761-1851) qui fut Premier chambellan de Louis Bonaparte, roi de Hollande. 
Son frère, Jean Baptiste de Siest (1749-1825), fut Conseiller du Roy, Lieutenant-général criminel de la sénéchal de Lannes et du présidial de Dax .
Son frère Clément de Siest (1761-1836), Chevalier de l'Ordre de l'Épée de Suède, fut maire de Peyrehorade (1800-1815, 1815-1831), de Oeyregave (1813-1814) et d'Orthevielle (1831-1836).
Son frère Jean-Marie de Siest (1767-1859), médecin, fut maire de Dax (1807-1813),. 
En 1787, le capitaine de Siest part pour l'Île de France (actuelle Ile Maurice) où il résidera jusqu'à sa mort. 
De là il sillonne l'océan indien. Le 5 mars 1792, il revient de Batavia (Indes néerlandaises) (actuellement Jakarta, capitale de l'Indonésie) à l'Île de France (Maurice) sur sa corvette La Fauvette avec à son bord le corsaire breton Claude Deschiens de Kerulvay (1745-1796).
Dans sa biographie de Jean-Marc de Siest, l'archiviste et historien mauricien Auguste Toussaint indique que de Siest commanda le corsaire le Sans-Culotte qui fit une campagne avec la division Renaud de Jean-Marie Renaud  et participa le 22 octobre 1794 au Premier combat de la Rivière Noire au large de Port-Louis (Maurice). Ce combat fut le baptême du feu de Robert Surcouf qui devint corsaire quelques mois plus tard.
Le capitaine de Siest meurt le 24 septembre 1808 à Port-Louis (Maurice). 

## Mariage et descendance
Il se marie à Port-Louis (Maurice) le 20 décembre 1802 avec Marie Thérèse Caton (1779-1852), fille du chirurgien Bertrand Caton. Ils eurent trois enfants : 
- Pierre Dumas Gabriel (1796-1823), lieutenant, sans postérité ;
- Pierre Gabriel (1800-1822), second capitaine, sans postérité ;
- Elisabeth Azilie (1807-1887), épouse François de Bérot (1806-1847), avocat et juge de paix.

Azilie de Siest fut membre de l'Hospitalité Notre-Dame de Lourdes.